# Benno Schurr
Benno Schurr (* 17. Dezember 1919 in Böttingen; † 30. Mai 2002 in Baden-Baden) war ein deutscher Hörspielregisseur und Autor.
Er wirkte auch als Hörspielsprecher im Rundfunk mit. Später arbeitete er als Leiter einer Kinderfunkredaktion. Vereinzelt trat er als Autor eigener Hörspiele für den SWR auf (Die Unberechenbare, 1956; NA 2002). Ab den frühen 1960er Jahren schuf er zahlreiche Kinder- und Jugendhörspiele nach literarischen Vorlagen wie Jules Verne, Karl May, Gerdt von Bassewitz, Erich Kästner und Wolfgang Ecke oder TV-Serien wie Fury oder den Dreiteiler Robbi, Tobbi und das Fliewatüüt nach Boy Lornsen.
Auch als Texter für die Sängerinnen Edina Pop und Géraldine Olivier taucht sein Name in den Diskographien auf.

## Hörspiele
Regie
- Pünktchen und Anton, nach Erich Kästner, Bearbeiter: Kurt Vethake, Sprecher: Erich Kästner, Rudolf Siege, Karin Hardt, Antje Hagen u. a., Deutsche Grammophon: Berlin 1963.
- Peterchens Mondfahrt, nach d. Bühnenfassung d. Märchenspiels von Gerdt von Bassewitz mit d. Musik von Clemens Schmalstich. Für d. Schallplatte bearb. von Benno Schurr u. Max Roth, Gütersloh: Ariola GmbH 1964. NA 1974 und 1980.
- Der Ölprinz, Abenteuer-Hörspiel nach Karl May, Hörspielfassung und Produktion: Kurt Vethake. Regie: Benno Schurr, 1965, NA als CD 4 von Die große Wild-West-Box. Berlin: Universal Family Entertainment 2007.
- Durch die Wüste, Abenteuer-Hörspiel nach Karl May, Regie: Benno Schurr. Kara Ben Nemsi – Wolfgang Reinsch u. a., Autoris 1966, NA als Teil 1 von Die große Orient-Box. Berlin: Universal Family Entertainment 2007.
- Durchs wilde Kurdistan, Abenteuer-Hörspiel nach Karl May, Regie: Benno Schurr. Kara Ben Nemsi – Wolfgang Reinsch u. a., Autoris 1966, NA als Teil 2 von Die große Orient-Box. Berlin: Universal Family Entertainment 2007.
- Von Bagdad nach Stambul, Abenteuer-Hörspiel nach Karl May, Regie: Benno Schurr. Kara Ben Nemsi – Wolfgang Reinsch u. a., Autoris 1966, NA als Teil 3 von Die große Orient-Box. Berlin: Universal Family Entertainment 2007.
- In den Schluchten des Balkan, Abenteuer-Hörspiel nach Karl May, Regie: Benno Schurr. Kara Ben Nemsi – Wolfgang Reinsch u. a., Autoris 1966, NA als Teil 4 von Die große Orient-Box. Berlin: Universal Family Entertainment 2007.
- In 80 Tagen um die Erde, Hörspiel nach Jules Verne, Bearbeitung: Kurt Vethake, Regie: Benno Schurr, Sprecher: Wolfgang Reinsch, Heiner Schmidt, Claus Wilcke, Ilona Wiedem, Fontana – Philips: Hamburg 1966.[5]
- Dschungel-Boy: Drei Hörspiele (Dschungel-Boy und die Bankräuber. Dschungel-Boy und das Kind am Fluss. Dschungel-Boy und der Missionar)/Kurt Vethake. Regie: Benno Schurr 1967.
- Heidi, Hörspiel von Wolfgang Ecke nach Johanna Spyri. Erzähler: Ludwig Thiesen u. a. Regie: Benno Schurr, Hamburg: Philips 1968.
- Leuchtturm Josefine: Die Erlebnisse von Käpt'n Smoky, dem Papagei Admiral u.d. Maus Josefine. Hörspielbearbeitung: Karl Heinz Gies. Regie u. Produktion: Benno Schurr. Musik: Max Roth, Hamburg: Philips 1969.
- Fury's neue Abenteuer, nach Teddy Parker. Regie: Benno Schurr. Musik: Max Roth. Sprecher: Niels Clausnitzer u. a.
- Onkel Toms Hütte, nach Harriet Beecher Stowe, Bearbeitung: Herbert Hennies. Regie: Benno Schurr. Sprecher: Kurt Ebbinghaus u. a., München: Ariola-Eurodisc 1972.
- Schweinchen Dick Und Seine Freunde 4, Buch: Wolfgang Ecke, Regie: Benno Schurr, Fontana 1974.
- Südwestfunk: Für Junge Hörer mit den Tracks Für Junge Hörer – Jux & Quiz (Texte: Elke Heidenreich; Hartmut Schramm; Benno Schurr) und Der Hund des Herrn Lobkowitz (Hörspiel von Hans Werner Knobloch), Baden-Baden: Südwestfunk 1984.
- Ein Fall für Perry Clifton, Wolfgang Ecke. Heiner Schmidt; Hörspielfassung: Wolfgang Ecke. Regie: Benno Schurr, 5 Teile, Dortmund: 1999.
- Meisterdetektiv Balduin Pfiff, nach Wolfgang Ecke, Hans Jürgen Diedrich, Regie: Benno Schur, 4 Teile, Dortmund: Maritim 2001.
- Das fliegende Klassenzimmer, nach Erich Kästner. Erzähler: Heinz Schimmelpfennig; Dr. Böckh, Hauslehrer: Wolfgang Reinsch; der Nichtraucher: Ludwig Thiesen, Hörspielfassung und Produktion: Kurt Vethake. Regie: Benno Schurr, Hamburg: Oetinger 2006.
- Das kalte Herz, Märchen von Wilhelm Hauff in Hörspielform, Hörspielfassung und Produktion: Kurt Vethake. Regie: Benno Schurr, Fontana 701510 WPY